# Levacos

Mapa de los pueblos galos.

Los levacos (en latín Leuaci o Levaci) fueron un pueblo celta de la Galia (Galia Bélgica según la geografía de los romanos), cliente de los pujantes nervios. 
Nos son conocidos por una mención que hace Julio César, en sus Comentarios a la guerra de las Galias, donde los coloca junto a los ceutrones, los grudios, los pleumoxios y los geidumnos, como «vasallos» de sus vecinos los nervios, en el Libro V, 39.1.

## Wikisource
- Julio César: Comentarios a la guerra de las Galias, Libro V (en francés)